# Linia kolejowa nr 763
Linia kolejowa nr 763 – pierwszorzędna, głównie dwutorowa, zelektryfikowana linia kolejowa znaczenia państwowego łącząca rejon WBB stacji Wrocław Brochów z rejonem WGA stacji Wrocław Główny.
Linia została w całości ujęta w sieci międzynarodowych linii transportu kombinowanego (AGTC) – linia kolejowa C-E30 (Görlitz – Zgorzelec – Wrocław – Katowice – Kraków – Przemyśl – Medyka – Mostiska) oraz linia kolejowa C-E59 (Ystad – Świnoujscie – Szczecin – Kostrzyn – Zielona Góra – Wrocław – Opole – Chałupki).